# Sakastán (provincia sasánida)
Sakastán (también llamado Saguestán, Sagistán, Seyanish, Segistán, Sistán y Sijistán) fue una provincia sasánida de la Antigüedad tardía, en el kust de Nimruz. La provincia hacía frontera por el oeste con Kirmán, con Ispahán por el noroeste, con Kushanshahr por el noreste y con Turán por el sureste. Su gobernador ostentaba el título de marzbán y también el de sakansah (rey de los saces) hasta que fue abolido en torno al 459/60.

## Etimología
La palabra «Sakastán» significa «tierra de los saces», que era un grupo escita que se asentó en la meseta iraní y en la India entre los siglos II a. C y I d. C. y fundó el reino indoescita. En el Bundahishn, una obra zoroástrica escrita en pahlavi, la provincia aparece como «Seyansi». Después de la conquista musulmana de Persia, la provincia se conoció con el nombre de Sijistán y luego con el de Sistán, que todavía tiene una provincia del moderno Irán (la de Sistán y Baluchistán).

## Historia
La provincia se creó en torno al 240, durante el reinado de Sapor I (240-270), como parte de su programa de centralización del imperio; hasta entonces había formado parte del Reino indo-parto, cuyo señor Ardacher Sakansah se había sometido a los sasánidas en tiempos del padre de Sapor, Ardacher I (224-242), que también había hecho reconstruir la antigua ciudad de Zrang, que fue la capital de la nueva provincia. Narsés, hijo de Sapor, fue el primer gobernador provincial; la administró hasta el 271, cuando el príncipe sasánida Ormuz lo sustituyó en el cargo.
Hacia el 281, Ormuz se rebeló contra su primo Bahram II (274-293) y obtuvo el respaldo de la población de Sakastán. Bahram logró sofocar el alzamiento en el 283, y nombró gobernador de la provincia a su hijo Bahram III. A principios del reinado de Sapor II (309-379), este nombró a su hermano Sapor Sakansah gobernador provincial. Peroz I (459-484) puso fin al nombramiento de miembros de la familia real como gobernadores del Sakastán al encomendar la administración a un karení, para poner fin a los conflictos que la aquejaban y someterla a un control más directo.

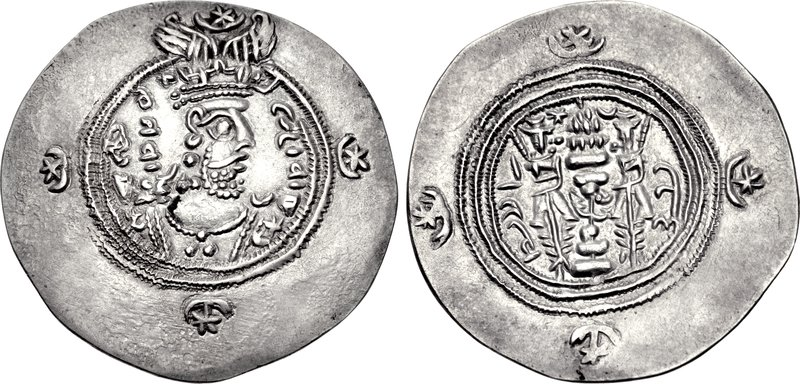
Moneda de plata de Yazdgerd III, acuñada en Sakastán en el 651.

Durante la conquista musulmana de Persia, el último rey sasánida, Yazdgerd III se refugió en Sakastán a mediados de la década del 640, donde recabó el socorro de su gobernador, Aparviz, para entonces más o menos independiente. Yazdgerd III se enemistó pronto con el gobernador al exigirle impuestos atrasados. En 650/1, Abdalá ibn Amir, que acababa de conquistar Kermán, envió una expedición a Sakastán al mando de Rabi ibn Ziyad Harithi. Este alcanzó Zaliq, ciudad fronteriza entre Kermán y Sakastán, a cuyo dehqán obligó a someterse a la autoridad del califa. Hizo lo mismo con la fortaleza de Karkuya, que contaba con un templo de fuego famoso, que aparece mencionado en el Tarij-i Sistán. Luego continuó conquistando la provincia. Asedió Zrang; después de una reñida batalla cerca de la ciudad, Aparviz y sus hombres se rindieron. Cuando Aparviz acudió a tratar con el vencedor, lo encontró sentado sobre dos soldados muertos, que usaba a guisa de silla. Esto horrorizó a Aparviz, que, para evitar los desmanes que los musulmanes pudiesen infligir a la población del Sakastán, hizo la paz con ellos y aceptó pagarles un oneroso tributo de mil esclavos jóvenes, que debían llevar consigo otros tantos recipientes de oro. Sakastán quedó en consecuencia sometido al califato.

## Población y religión
Durante el período aqueménida, Sakastán (que por entonces se conocía con el nombre de Drangiana), estaba poblado por un pueblo iranizado que hablaba una lengua persa oriental, los drangianos. Gran cantidad de saces y también algunos partos se asentaron en el territorio entre los siglos II a. C. y I d. C., lo que cambió sustancialmente la composición cultural de la zona.
Los habitantes de Sakastán eran principalmente zoroástricos, aunque también existía una minoría nestoriana.

## Casa de Suren
La Casa de Suren, una familia de la nobleza parta primero al servicio del imperio parto y luego del sasánida, fue uno de los siete clanes partos del Imperio sasánida. Cada familia poseía tierras en distintas partes del imperio; los Suren las tenían en Sakastán.

## Lista de gobernadores conocidos
- Narseh (240-271)
- Bahram II (271-274)
- Ormuz De Sakastán (274-283)
- Bahram III (283-293)
- Sapor Sakansah (principios del siglo IV)
- Hormizd III (???-457)
- Noble karení de nombre desconocido (459/60-???)
- Sujra (???-484)
- Bajtiyar de Sakastán (con Cosroes II)
- Rostam de Sakastán (comienzos del siglo VII)
- Aparviz de Sakastán (???–650/1)